# Tommaso Aldobrandini
Tommaso Aldobrandini (1540 – 1572) è stato un prelato e umanista italiano.

## Biografia
Figlio dell'avvocato e politico Silvestro Aldobrandini e fratello di papa Clemente VIII, scrisse un saggio sulla fisica di Aristotele e tradusse in latino la Vite e dottrine dei filosofi illustri di Diogene Laerzio, opera che uscì postuma nel 1594 a cura del nipote, il cardinale Pietro Aldobrandini.

## Opere
- Laertii Diogenis De vitis dogmatis et apophthegmatis eorum qui in philosophia claruerunt libri X, Thoma Aldobrandino interprete, Roma, apud Aloysium Zanettum, 1594.